# Le Mur (Jean-Paul Sartre)
Pour les articles homonymes, voir Mur (homonymie).
Le Mur est un recueil de nouvelles publié en 1939 par Jean-Paul Sartre qui dédia ce livre à Olga Kosakiewicz. Le Mur est également le titre de la première nouvelle du recueil.
Le recueil est composé de cinq nouvelles de 25 à 90 pages que Jean-Paul Sartre définit comme « cinq petites déroutes tragiques ou comiques... Toutes ces fuites sont arrêtées par un mur  » : Le Mur, La Chambre, Érostrate, Intimité, L'Enfance d'un chef.

## Présentation
- Le Mur est le récit à la première personne d'un prisonnier républicain espagnol condamné à être fusillé par les armées franquistes ; la nuit d'attente s'achève dans la dérision du sort (survie non désirée grâce à une trahison non voulue).
- La Chambre est un récit à la troisième personne et au passé qui explore les thèmes de la folie, de l'enfermement, de la famille bourgeoise, du couple et de la sexualité.
- Érostrate est un récit à la première personne associant le présent et le passé pour exploiter les thèmes de la haine de l'humanité et de la violence, du meurtre gratuit, du héros angoissé par la sexualité et la femme, tout s'achevant dans le dérisoire tragi-comique et le renvoi à l'incendiaire du temple d'Artémis à Éphèse.
- Intimité est lui aussi un récit à la troisième personne et au passé mais qui utilise le double monologue intérieur de deux personnages féminins parlant de leurs rapports respectifs au couple, à la sexualité, au sentiment, à l'échec.
- L'Enfance d'un chef a un axe différent : il s'agit d'une longue analyse à la fois psychologique, sociologique et historique d'un personnage ordinaire qui adhère peu à peu à l'idéologie fasciste.

## Analyse et commentaires
Écrites à des moments différents, les nouvelles du recueil montrent une évolution de Jean-Paul Sartre. Les textes les plus anciens (Érostrate, Intimité et La Chambre sont écrits en 1936) montrent des explorations sombres de pathologies individuelles (relations aux autres, sexualité, démence, morbidité…) alors que les nouvelles plus tardives (Le Mur et L'Enfance d'un chef sont écrits en 1938) qui encadrent le recueil font apparaître une ouverture sur le monde contemporain et ses crises majeures. C'est ainsi que l'auteur de La Nausée sort de son questionnement psychologique et philosophique (et peut-être d'une crise personnelle), pour aborder les thèmes politiques de la grave actualité des années trente : la guerre d'Espagne (sous l'influence de Malraux, de Paul Nizan et du jeune Bost) avec Le Mur placé en ouverture ou le triomphe du fascisme avec L'Enfance d'un chef qui clôt le recueil.
L'ouvrage fut publié en février 1939 (quelques mois après La Nausée) et fut lui aussi largement salué sauf par l'extrême droite (Brasillach parle d'un auteur « ennuyeux » et « malsain »). Albert Camus en a écrit une critique beaucoup plus positive que pour le premier livre de Sartre, La Nausée.
Jean-Paul Sartre n'a pas écrit d'autres nouvelles.

## Prolongements
Quelques-unes de ces nouvelles ont été adaptées à l'écran :
- La Chambre, pour la télévision en 1964 par Michel Mitrani ;
- Le Mur au cinéma en 1967 par Serge Roullet ;
- Intimité au cinéma en 1993 par Dominik Moll.
- L'Enfance d'un chef au cinéma en 2015 par Brady Corbet.

## Citations
- « Et maintenant nous nous ressemblions comme des frères jumeaux, simplement parce que nous allions crever ensemble. » (Le Mur - éd. Folio, p. 24)
- « Un jour ses traits se brouilleraient, il laisserait pendre sa mâchoire, il ouvrirait à demi des yeux larmoyants. Ève se pencha sur la main de Pierre et y posa ses lèvres : « Je te tuerai avant. » » (La Chambre - dernières phrases)
- « Mais la glace ne lui renvoya qu'une jolie petite figure butée, qui n'était pas encore assez terrible : « Je vais laisser pousser ma moustache », décida-t-il. » (L'Enfance d'un chef - dernière phrase)
- « Les hommes, il faut les voir d'en haut. » (Erostrate - première phrase)

## Sources
- Annie Cohen-Solal, Sartre - 1905-1980, Gallimard, 1985.
- Jean-François Louette, « Sartre et la mort : ‘‘Le mur’’ et après », Études françaises, vol. 49, no 2,‎ 2013, p. 17-34 (lire en ligne)